# Lepidopilum chloroneuron
Lepidopilum chloroneuron är en bladmossart som beskrevs av Georg Ernst Ludwig Hampe och Paul Pablo Günther Lorentz 1868. Lepidopilum chloroneuron ingår i släktet Lepidopilum och familjen Daltoniaceae. Inga underarter finns listade i Catalogue of Life.